# 全缅学生民主阵线
全缅学生民主阵线是缅甸的一个学生政治组织，成立于1988年11月1日8888民主運動后的仰光。该集团的领导层主要由之前流亡的学生担任。全缅学生民主阵线的武装翼参与了其他反政府武装如克钦独立军和克伦民族解放军的协同作战。该组织的目标是将缅甸人民从军事压迫中解放出来，建立一个政治自由、尊重人权以及和平发展的民主、联邦制国家。该组织通过民主选举选出领导人，按照组织规章任职三年。首任领导人为吞昂觉，他也是1974年12月吴丹葬礼危机时的学生抗议活动领导者。该组织在缅泰边界拥有七个阵营，一个阵营分布在缅印边界的三个不同地点，一个阵营分布在缅中边界的三个不同地点。它在美国和澳大利亚等国还有境外分支机构。该组织是缅甸联邦民族委员会（边界反对派的伞式组织）、亚洲学生协会（Asian Students' Association）、国际学生联合会和世界民主青年联盟等组织的成员。2015年10月12日，缅甸内政部发布行政命令，宣布从即日起将包括全缅学生民主阵线、克伦民族联盟以及南掸邦军在内的3支民族武装从此前官方确定的非法组织名单中除名。该组织的武装被称作88学生军。

## 历史
1988年9月，缅甸军方在镇压民主与人权和平示威后发动政变。夺取国家权力不久后，国家和平与发展委员会即军政府宣布将举行自由公正的选举。它鼓励公众注册政党，但与此同时，政府官员在全国各地压制政治表达和反对意见。在这种气氛中，全缅学生联合会联盟（ABFSU）进行了严肃探讨，以寻求继续斗争的方法。其领导人决定以三个实际战略进行斗争，包括维护半地下网络、组建政党，拿起武器。为了奉行这项决议，数以万计以学生、青年和知识分子为首的缅甸人前往泰国、印度、中国和孟加拉国附近的边界地区。1988年11月1日，他们在缅泰边境建立了全缅学生民主阵线（ABSDF）。
该阵线坚持“与政治活动相结合的武装斗争”战略。2012年5月，时任副主席兼司令吴科曾表示“昂山素姬与全国民主联盟正在做他们该做的事，但他们有他们的路，我们有我们的。我们选择直接通向民主的道路。”
全缅学生民主阵线曾于2001年至2010年12月20日被列入美国恐怖组织名单。截至2016年11月1日为止，全缅学生民主阵线共有740人在斗争中阵亡，另有超过400人曾在组织的行动中负伤。
2016年12月28日，全缅学生民主阵线中央委员、北部地区负责人吴敏铁在克钦邦八莫至雷街途中的森雷检查站上被缅军逮捕。此后，他被缅甸国防军第21野战旅的一名上尉以与非法组织法联系的罪名起诉。据克钦邦警局局长通吴称，警方不是因为敏铁是ABSDF成员而拘捕他，而是由于他在发生战事时帮助了克钦独立军，并宣称敏铁在口供中也承认此事。

## 名称来源
全缅学生民主阵线自称代表缅甸所有学生与社会阶级。缅甸学生被认为是打击独裁军政府的主导力量，而且该组织无差别地把缅甸所有的民族和阶级列为其成员。因站在争取民主与人权的人民战争前线，则以“全缅学生民主阵线”为名号。该组织的口号为“头可断，不可屈。”

## 停火谈判
该组织在2012年和2013年分别与政府进行了两次正式讨论和三次非正式聚会。2013年8月5日，克倫邦政府和该组织在仰光签署了一项邦级停火协议。 8月10日，缅甸政府和ABSDF签署了13项初步的停火协议。协议包括继续进行政治对话以达成停火协议，组建独立的停火监督委员会，开设联络处，制定联邦级别的政治对话日期。2015年10月15日，包括全缅学生民主阵线、克伦民族联盟、民主克伦佛教军、克伦民族解放军、掸邦重建委员会（南掸邦军）、勃欧民族解放组织、若开解放党、钦民族阵线在内的8支民族武装组织在内比都签署停火协议。

## 争议
在1991年至1992年，35名全缅学生民主阵线成员在克钦邦的羁押中死亡。其中15人于1992年2月12日被作为间谍处死，另有20人在接受讯问时被严刑拷打致死。另有八十名成员亦因类似罪名被拘留。据称，这些杀戮是由该组织内部的权力斗争所驱使的。这一事件在2012年引起了很多的社会媒体网站的关注，前学生军成员和他们的家属声称没有人被追究责任。时任全缅学生民主阵线南部地区负责人奈昂否认了这些指控，并表示准备与任何有关该事件的调查进行合作。